# 정산 나씨
정산 나씨(定山羅氏)는 충청남도 청양군 정산면을 본관으로 하는 한국의 성씨이다.
시조 나승간(羅承幹)은 조선에서 문과에 급제해 전적(典籍)을 지냈다고 한다.

## 참고 자료
- “정산나씨(定山羅氏)”. 뿌리를 찾아서.[깨진 링크(과거 내용 찾기)]